# Axonopus triglochinoides
Axonopus triglochinoides là một loài thực vật có hoa trong họ Hòa thảo. Loài này được (Mez) Dedecca mô tả khoa học đầu tiên năm 1956.